# Jean-Carl Boucher
Pour les articles homonymes, voir Boucher.
Vous pouvez aider à l'améliorer ou bien discuter des problèmes sur sa page de discussion.
- Cet article biographique nécessite des références supplémentaires pour assurer sa vérifiabilité. (Marqué depuis février 2024)
- Certaines informations devraient être mieux reliées aux sources mentionnées dans la bibliographie ou les liens externes. Améliorez sa vérifiabilité en les associant par des références. (Marqué depuis avril 2024)
- Il ne s’appuie pas, ou pas assez, sur des sources secondaires ou tertiaires. (Marqué depuis avril 2024)

- Archive Wikiwix
- Bing
- Cairn
- DuckDuckGo
- E. Universalis
- Gallica
- Google
- G. Books
- G. News
- G. Scholar
- Persée
- Qwant
- (zh) Baidu
- (ru) Yandex
- (wd) trouver des œuvres sur Wikidata

Jean-Carl Boucher est un acteur et réalisateur québécois né le 19 février 1994 à Regina (Saskatchewan).
Il est surtout connu pour son rôle de Diego Molina dans l'émission Tactik diffusée sur Télé-Québec, et pour celui de Ricardo Trogi dans les films 1981, 1987, 1991 et 1995.

## Biographie
Jean-Carl Boucher se découvre une passion pour le jeu au secondaire, notamment grâce aux cours de théâtre auxquels il prend part. Il commence sa carrière d'acteur en jouant dans divers courts métrages, puis il décroche son premier rôle en 2007, alors qu'il incarne Syndic dans l'émission jeunesse Les Kiki Tronic. On peut ensuite le voir dans Cinémission, puis dans Tactik, Les Parent, En audition avec Simon et L'Horrorarium. Il prête également sa voix à plusieurs publicités radio et télé en plus de faire du doublage de film. On peut l'entendre dans la version québécoise du film Planète 51, où il joue le personnage d'Eckel et dans celle de Star Wars: The Clone Wars où il incarne Whiplash. Au cinéma, il est de la distribution du film Un été sans point ni coup sûr et tient le premier rôle dans le film 1981. Il est d'ailleurs mis en nomination aux prix Génie et au Gala des Jutra comme meilleur acteur pour sa performance dans ce film. En 2024, Jean-Carl annonce qu'il a écrit un film avec Pier-Luc Funk et que les deux joueront dedans.

## Filmographie

### En tant qu'acteur

#### Cinéma
- 2007 : Les Grands de Chloé Leriche
- 2008 : Un été sans point ni coup sûr de Francis Leclerc : la Crevette
- 2009 : 1981 de Ricardo Trogi : Ricardo
- 2009 : Planète 51 : Eckle (voix)
- 2012 : ParaNorman : Alvin
- 2014 : 1987 de Ricardo Trogi : Ricardo
- 2015 : Aurélie Laflamme : Les Pieds sur terre de Nicolas Monette : Un étudiant du bal
- 2017 : Identités : Fred
- 2018 : 1991 de Ricardo Trogi : Ricardo
- 2018 : Les Scènes fortuites de Guillaume Lambert : Jason T.
- 2021 : Le Guide de la famille parfaite de Ricardo Trogi : Pierre-Luc Roy
- 2024 : 1995 de Ricardo Trogi : Ricardo

#### Télévision
- 2008-2016 : Les Parent : Jesse
- 2009-2013 : Tactik : Diego Molina
- 2010-présent : l'Horrorarium : Max / L'Anter-Claus
- 2010 : MDR, mort de rire : lui-même (un épisode)
- 2015 : Marche à l'ombre : Martin
- 2015 : Des squelettes dans le placard : invité
- 2015 : Switch and Bitch (web-série)
- 2016 : Le Temps des chenilles (web-série)
- 2017 : Fatale-Station (série télévisée) : Bobby Desbois (10 épisodes)
- 2018-2019 : Léo (saisons 1 et 2) : Marcornemuse
- 2019 : Les Bogues de la vie : Martin Chagnon
- 2020 : Félix, Maude et la Fin du monde : Félix

### En tant que réalisateur

#### Cinéma
- 2011 : Médium saignant (court métrage)
- 2020 : Flashwood

#### Télévision
- 2021-2022 : District 31 (saison 6)
- 2022 : Hôtel (saison 1 - 12 épisodes sur 24)
- 2022 à 2023 : 5e rang V / Télésérie / 6 x 60 min / Casablanca / ICI Radio-Canada Télé
- 2025 : Passez au salon / Télésérie / Trinome et filles et Attraction, en collaboration avec Québecor Contenu / TVA

## Distinctions

### Nominations
- Prix Génie 2010 du meilleur acteur pour 1981
- Prix Jutra 2010 du meilleur acteur pour 1981
- Prix Jutra 2015 du meilleur acteur pour 1987
- Prix Iris 2019 de la meilleure interprétation masculine dans un premier rôle pour 1991